# Madonna (Künstlerin)/Filmografie
Auf dieser Seite werden die Film- und Fernsehauftritte der US-amerikanischen Künstlerin Madonna gelistet.

## Filmografie
| Jahr | Titel                                     | Regisseur           | Rolle          | Anmerkung                                          |
| ---- | ----------------------------------------- | ------------------- | -------------- | -------------------------------------------------- |
| 1974 | The Egg Movie „The Egg Movie“             | Wyn Cooper          | Nicht benannt. | Kunstfilm/Amateur-/Kurzfilm. Nicht veröffentlicht. |
| 1979 | In Artificial Light „In Artificial Light“ | Curt Royston        | Nicht benannt. | Studentenfilm/Theaterstück. Nicht veröffentlicht.  |
| 1979 | A Certain Sacrifice „A Certain Sacrifice“ | Stephen Jon Lewicki | Bruna          | Drama/Krimi. Nur Video-Veröffentlichung.           |

| Jahr | Titel                                                           | Regisseur            | Rolle                                | Anmerkung                                                                                 |
| ---- | --------------------------------------------------------------- | -------------------- | ------------------------------------ | ----------------------------------------------------------------------------------------- |
| 1985 | Crazy for You „Vision Quest“                                    | Harold Becker        | Club-Sängerin/Kurzauftritt.          | Drama/Romanze. Mit Matthew Modine, Linda Fiorentino                                       |
| 1985 | Susan … verzweifelt gesucht „Desperately Seeking Susan“         | Susan Seidelman      | Susan                                | Komödie/Romanze. Mit Rosanna Arquette                                                     |
| 1986 | Shanghai Surprise „Shanghai Surprise“                           | Jim Goddard          | Gloria Tatlock                       | Komödie/Abenteuer. Mit Sean Penn.                                                         |
| 1987 | Who’s That Girl „Who's That Girl“                               | James Foley          | Nikki Finn                           | Komödie. Mit Griffin Dunne. Goldene Himbeere für Madonna als schlechteste Schauspielerin. |
| 1988 | Bluthunde am Broadway „Bloodhounds of Broadway“                 | Howard Brookner      | Hortense Hathaway                    | Komödie. Mit Jennifer Grey, Rutger Hauer                                                  |
| 1990 | Dick Tracy „Dick Tracy“                                         | Warren Beatty        | Heiserchen/Breathless Mahoney        | Action/Krimi/Comicverfilmung. Mit Warren Beatty, Al Pacino                                |
| 1991 | Im Bett mit Madonna „Truth or Dare“, „In Bed with Madonna“      | Alek Keshishian      | Madonna                              | Tour-Dokumentation. Mit Kevin Costner, Antonio Banderas                                   |
| 1991 | Schatten und Nebel „Shadows and fog“                            | Woody Allen          | Marie                                | Komödie/Drama. Mit Woody Allen, Mia Farrow                                                |
| 1992 | Eine Klasse für sich „A League of Their Own“                    | Penny Marshall       | Mae Mordabito                        | Komödie/Drama. Mit Tom Hanks                                                              |
| 1993 | Body of Evidence „Body of Evidence“                             | Uli Edel             | Rebecca Carlson                      | Erotik/Thriller. Drama. Mit Willem Dafoe, Julianne Moore                                  |
| 1993 | Snake Eyes „Dangerous Game“                                     | Abel Ferrara         | Sarah Jennings                       | Drama. Mit Harvey Keitel, James Russo                                                     |
| 1995 | Alles blauer Dunst „Blue in the face“                           | Wayne Wang           | Singendes Telegramm (Cameo-Auftritt) | Komödie. Mit Lou Reed, Michael J. Fox                                                     |
| 1995 | Four Rooms „Four Rooms“                                         | Allison Anders       | Elspeth                              | Komödie/Drama. Episode: Honeymoon Suite – Die fehlende Zutat                              |
| 1996 | Evita „Evita“                                                   | Alan Parker          | Evita Perón                          | Musical. Golden Globe für Madonna als beste Schauspielerin.                               |
| 1996 | Girl 6 „Girl 6“                                                 | Spike Lee            | Boss #3 (Cameo-Auftritt)             | Komödie/Drama. Mit Theresa Randle, Spike Lee                                              |
| 2000 | Ein Freund zum Verlieben „The Next Best Thing“                  | John Schlesinger     | Abbie Reynolds                       | Komödie/Drama. Mit Rupert Everett, Lynn Redgrave                                          |
| 2001 | Star (The Hire) „The Hire: Star“                                | Guy Ritchie          | Madonna.                             | Komödie/Kurzfilm/Werbefilm. Mit: Clive Owen                                               |
| 2002 | James Bond 007 – Stirb an einem anderen Tag „Die Another Day“   | Lee Tamahori         | Verity (Cameo-Auftritt)              | Action/Thriller. Mit Pierce Brosnan, Halle Berry                                          |
| 2002 | Stürmische Liebe – Swept Away „Swept Away“                      | Guy Ritchie          | Amber Leighton                       | Komödie/Romanze. Mit: Bruce Greenwood, Jeanne Tripplehorn                                 |
| 2005 | I’m Going to Tell You a Secret „I’m Going To Tell You A Secret“ | Jonas Åkerlund       | Madonna                              | Tour-Dokumentation. Mit Michael Moore, Iggy Pop, Guy Ritchie                              |
| 2006 | Arthur und die Minimoys „Arthur and the Minimoys“               | Luc Besson           | Prinzessin Selenia (Stimme)          | Animationsfilm.                                                                           |
| 2008 | Filth and Wisdom „Filth and Wisdom“                             | Madonna              | Regie                                | Uraufführung auf der Berlinale 2008                                                       |
| 2008 | I Am Because We Are „I Am Because We Are“                       | Madonna              | Madonna (Stimme)                     | Internationale Filmfestspiele von Cannes                                                  |
| 2011 | W.E. „W.E.“                                                     | Madonna              | Regie                                | Uraufführung bei den internationalen Filmfestspielen von Venedig 2011                     |
| 2013 | secretprojectrevolution                                         | Madonna Steven Klein | Madonna                              | Wurde am 24. September 2013 als Teil des Projekts Art for Freedom vorgestellt             |

Madonna hatte 2003 in der Fernsehserie Will & Grace in der Folge Dolls and Dolls einen Gastauftritt.